# ویسنته سیمون
ویسنته سیمون (انگلیسی: Vicente Simón؛ زادهٔ ۱ مارس ۱۹۶۹) بازیکن فوتبال اهل اسپانیا است.